# Brozo
Brozo es un personaje creado e interpretado por el comediante mexicano de información política Víctor Trujillo. Se ha convertido en su principal alter ego entre su repertorio de personajes.
Se trata de un payaso coloquial, dicharachero, indigente, decadente, crítico, alburero, conductor, periodista, actor de doblaje y analista político.

## Creación del personaje
Víctor Trujillo tenía en mente la idea de un payaso que fuera radicalmente opuesto al estereotipo clásico del personaje de carácter dócil, alegre, colorido y de humor blanco e infantil, por uno malvestido, amargado, arisco y con un humor ácido y para adultos. En sus propias palabras, Trujillo ideaba a un payaso «para divertir borrachos».
Su nombre Brozo El Payaso Tenebroso se escogió para ponerlo inmediatamente en contraposición a otro payaso, Bozo, y aprovechando el juego de palabras con «broza», en el sentido de que se le da en español de México: «Gente vulgar e irrespetuosa».
En sus inicios, Trujillo temía que el personaje tuviera poco éxito, porque asumía que no sería bien visto por el público de la época, que estaba más bien acostumbrado a un humor blanco y familiar. Sin embargo, desde sus primeras apariciones en el programa La Caravana, Brozo fue muy bien recibido, a tal grado que se convirtió en la sección más esperada del programa.

### Brozo y Bozo
Bozo El Payaso Amistoso, payaso de cabello rojo que se televisaba aún en la década de los setenta, era un payaso típico que contaba historias por televisión y procuraba entretenimiento sano a los jóvenes.
Brozo por su parte tiene una imagen decadente, es como un payaso de cabello verde amargado, frustrado, y con gran resentimiento.
Sin embargo en el programa La Caravana (en donde aparecía Brozo), ambos se encuentran y empiezan a bromear entre ellos, en este programa se revela que Brozo y Bozo son primos, ya que la madre de Brozo (Broza María) es hermana de la mamá de Bozo (Bozanova).

## Participación en la televisión mexicana
Ha trabajado en cuatro televisoras de México, Imevisión, TV Azteca, CNI Canal 40 y Televisa.

### Inicios
El personaje de Brozo surge en 1988 en el programa «La Caravana» para diversión del público adolescente y adulto, su característico humor ácido y pesado se expresaba en aquel entonces en su forma de contar historias:
-Chamacos, ¿quieren que les cuente un cuento?
-¡NOoo...! {Se escuchaba a coro}
-¿Quieren que les cuente un cuento?
-¡NOooo...!
-¿Quieren que les cuente un cuento?
-¡NOooo...!
-Pues se amuelan porque de todas maneras se los voy a contar...
Las historias narradas por Brozo eran adaptaciones de los cuentos y obras clásicas, así como de películas y series de T.V., con personajes de carne y hueso y situaciones realistas, generalmente con una visión del bajo mundo y situaciones trágicas. Entre algunos ejemplos de estas adaptaciones se encuentran El Soldadito del Pomo (El Soldadito de Plomo), Peter Pants (Peter Pan), Don Cogito de La Mancha (Don Quijote de la Mancha), El Priscilito (El Principito) y El Rey Sidas (Rey Midas).
Muchas de estas historias están compiladas en el libro Cuentos Tenebrosos.
Una de sus frases características es la de «Prau, Prau», para hacer alusión principalmente a relaciones sexuales. Sin embargo, también podía significar una golpiza o un gran esfuerzo (aunque en menor medida), esto lo logra según la entonación que le aplique a la frase.
Esta frase la acuñó Trujillo en una época en que no se podía hablar directamente de sexo en la televisión de México en horario estelar. Posteriormente y con el tiempo, Brozo la fue dejando a un lado conforme la apertura en televisión le fue dando pauta a hablar sobre el sexo abiertamente, aunque ocasionalmente la utiliza como un cliché de su personaje.

### Brozo, el conductor de noticias
La etapa importante de la existencia de Brozo, fue como conductor primero fue coconductor del programa el diario de la noche, junto a la beba Galván y Víctor Trujillo, el que incluía información del espectáculo y parte de crítica política, como parte de televisión Azteca, después fue en el noticiero conocido como El mañanero (primero en la radio muchos años y posteriormente en la televisión), logró convertirse en un protagonista de la vida política y social del País (México), con el traje de Brozo, abandonaba la reserva y las buenas costumbres, para cuestionar a sus invitados acerca de los aconteceres nacionales, de forma directa y algunas veces irreverente, logrando una gran empatía con sus televidentes. Entre sus invitados se incluían diputados, senadores, gobernadores, secretarios, etc. Condujo también El NotiFiero, un informativo televisivo transmitido por el canal de Las Estrellas de Televisa los viernes a las 23.30 (hora del centro de México).
El 16 de febrero de 2010 tras el lanzamiento de Foro TV en el canal 4 de la Ciudad de México, el conductor presentó la nueva versión del programa El mañanero transmitiendo de lunes a viernes a las 6:30 A. m., acompañado por el Dr. Leopoldo de la Rosa y Marissa Rivera.
En 2018 anunció su presencia en Grupo Acustik en lo cual regresaba a las noticias con su nuevo programa Informe Brozo transmitiendo por las tardes-noches de lunes a viernes, sin embargo solo duró 7 meses pues en agosto el conductor confirmaba que no se llegó un acuerdo con la empresa.

### Desatando escándalos
Dentro del currículo también destaca haber obtenido la primicia para su noticiero del videoescándalo de René Bejarano, diputado en funciones y coordinador del PRD en la Asamblea Legislativa del Distrito Federal, donde presuntamente Bejarano es responsable de actos de corrupción al presentar en vivo, el 3 de marzo de 2004, un vídeo, previamente entregado en el mismo programa por el diputado federal del PAN, Federico Döring, donde se observa a Bejarano, recibiendo fajos de billetes de manos del empresario argentino, naturalizado mexicano, Carlos Ahumada.

### Programas de televisión
- La Caravana. - 1988-1992. (Imevisión) Programa de sketches cómicos al lado de Ausencio Cruz.
- El que se ríe se lleva. - 1993 (Imevisión), 1993-1994 (TV Azteca). Programa de sketches cómicos con los personajes de Víctor Trujillo.
- Humorcito Corazón. - 1994-1995. (TV Azteca). Continuación de El que se ríe se lleva.
- El diario de la noche. - 1995-1998.(TV Azteca). Programa nocturno de variedades al lado de la actriz Mayra Rojas.
- El mañanero 2000-2002 (CNI Canal 40), 2002-2004 (Televisa). Noticiero diario conducido por Brozo al lado de Jorge Méndez El Cokemón , Laura Cors, Jorge Camacho, Horacio Castellanos (Lacho) y el (Capitán Guarniz). Primero apareció en radio para después llegar a la televisión.
- El Circo de Brozo. - 2006. Programa nocturno de variedades con sketches y entrevistas.
- El NotiFiero. - 2007-2010. Programa que combina el concepto de noticiero y programa cómico. Se transmitía semanalmente hasta la Navidad de 2009. Durante el mes de enero de 2010, el programa finalizó su emisión, ante un silencio de Televisa, que jamás lo informó oficialmente.
- El mañanero. - fue un nuevo concepto en la otra versión pues se desarrolló una sección de debates que Brozo denominó «Debatitlán» en la que invitaba a periodistas y políticos. El 15 de febrero de 2010 inició transmisiones por FOROtv e inició el lunes 10 de enero de 2011 por W Radio (México). El programa fue cancelado el 24 de junio de 2016 debido a nuevos proyectos que tenía el conductor.
- Peladito y en la boca. - 2016. Programa en que consistía en sketches basados en crítica política y social en donde Víctor Trujillo aparece con varios de sus personajes incluyendo «Brozo». Se transmitió a partir de mediados de agosto estando al aire durante todo el 2016 y fue su último proyecto con Televisa. Según la causa de su salida del aire fue su supuesta falta de publicidad en lo cual llevó la cancelación de programas que se transmitían en la noche de lunes a viernes.[3][4]
- Informe Brozo - Inicia el 16 de enero de 2018, pero a mediados de agosto de ese año se confirmó su cancelación. Fue un programa muy similar a El Mañanero. Fue una producción de Grupo Acustik.[5]

### Latinus
Desde 2020, Brozo se presenta en el portal Latinus, donde protagoniza los siguientes programas:
- TeneBrozo: es un Late Night Show, donde se evalúan los principales acontecimientos de la política mexicana por medio de tres pistas, seguido de un segmento cómico y una entrevista a un importante actor político.
- Brozo y Loret: en este programa, Brozo y su compañero Carlos Loret de Mola hablan de los principales acontecimientos en torno a la política mexicana, además de parodiar los momentos más destacados del acontecer nacional.

## En la música
En 1992, lanza su propio LP/MC/CD llamado: «Vengan por lo suyo» en la cual cuenta sus famosos cuentos y narra sus aventuras por la Ciudad de México.
En 1997, Brozo es invitado por Álex Lora para colaborar con la banda roquera mexicana El Tri en su disco Cuando Tú No Estás. Brozo hace la introducción cómica para la canción de El Muchacho Chicho (canción n.º 12 en el disco). Este disco fue certificado platino por más de 200,000 copias vendidas.
En 1998, Brozo participó junto con Claudio Yarto en un disco sobre el mundial de Francia 98 y la participación de la Selección Mexicana, este disco fue producido por TV Azteca.

## Lectura complementaria
- Alonso, P. (2015). «Infoentretenimiento satírico en México: el caso de Brozo, el Payaso Tenebroso». Cuadernos.info 37 (1): 77-90.
- Echeverría; Rodelo, F. V. (2021). «The Liberalization Process of Satire in Postauthoritarian Democracies: Potentials and Limits in Mexico’s Network Television». International Journal of Communication 15 (1): 2177-2195.
- Rodelo, F. V. (2020). «¿Qué diría Bomberito? Sátira política televisiva y transición democrática en México». Pangea 11 (1): 79-94.